# Eisengraue Kegelschnecke
Die Eisengraue Kegelschnecke (Conus glaucus) ist eine Schnecke aus der Familie der Kegelschnecken (Gattung Conus), die im südwestlichen Pazifischen Ozean verbreitet ist.

## Merkmale
Conus glaucus trägt ein mittelgroßes bis mäßig großes, mäßig festes bis mäßig schweres Schneckenhaus, das bei ausgewachsenen Schnecken 3 bis 6,5 cm Länge erreicht. Der Körperumgang ist bauchig kegelförmig bis breitbauchig kegelförmig, gelegentlich leicht birnförmig, der Umriss am Apex konvex, doch weniger zur Basis hin, linksseitig an der Basis bisweilen konkav. Die Schulter ist fast gewinkelt bis gerundet. Das Gewinde ist niedrig, sein Umriss fast gerade bis konkav. Die Nahtrampen des Teleoconchs sind leicht konvex bis leicht konkav mit spiraligen Streifen. Der Körperumgang ist an der Basis mit hervorgehobenen spiraligen Rippen wechselnder Breite überzogen.
Die Grundfarbe des Gehäuses ist bläulich-grau. Der Körperumgang ist mit spiraligen Reihen feiner brauner Punkte und Striche, dazwischen oft hinfälliger weißer Striche überzogen. Die Basis, die siphonale Fasciole und der Basalabschnitt der Columella haben keine Flecken und sind manchmal braun. Die Nahtrampen der ersten Umgänge des Teleoconchs sind braun, und die späteren Nahtrampen haben schwärzlich-braune bis schwarze radiale Streifen oder Flecken, die sich manchmal bis zum Körperumgang erstrecken, wo sie heller sind und axiale Streifen bilden. Das Innere der Gehäusemündung ist bei fast Adulten blassbraun und bei Adulten bläulich-weiß.
Die Oberseite des Fußes ist grau, vorn mit orangefarbenen Kanten, in der hinteren Hälfte braun unterlegt und mit einem weißen Fleck unterhalb des winzigen Operculums. Die Fußsohle ist beige mit dunklen Flecken, das Rostrum stumpf orange. Die Fühler sind beige, der Sipho braun.

## Verbreitung und Lebensraum
Conus glaucus ist in den Meeren der Indomalayis und im westlichen Pazifischen Ozean verbreitet, so vor den Philippinen, Indonesien, Papua-Neuguinea, den Salomonen und Vanuatu. Er lebt in der Gezeitenzone und etwas darunter, vorwiegend auf Untergründen mit Sand.

## Ernährung
Fressverhalten und Beute von Conus glaucus sind bisher nicht direkt untersucht worden. Andere Arten der Untergattung Dendroconus mit ähnlichen Giftzähnen, so beispielsweise Conus betulinus, fressen Vielborster (Polychaeta).